# 176710 Banff
176710 Banff è un asteroide della fascia principale. Scoperto nel 2002, presenta un'orbita caratterizzata da un semiasse maggiore pari a 2,3735643 UA e da un'eccentricità di 0,0815667, inclinata di 4,41523° rispetto all'eclittica.